# クルテア・デ・アルジェシュ
クルテア・デ・アルジェシュ （ルーマニア語:Curtea de Argeş、ハンガリー語: Argyasudvarhely、ドイツ語:Argisch）は、ルーマニア、アルジェシュ県の都市。ファガラシュ山脈の谷を流れるアルジェシュ川右岸にあり、ピテシュティからトゥルヌ・ロシュ峠へ向けて鉄道が通る。
陶業と木材加工が、町の産業の中心となっている。

## 歴史

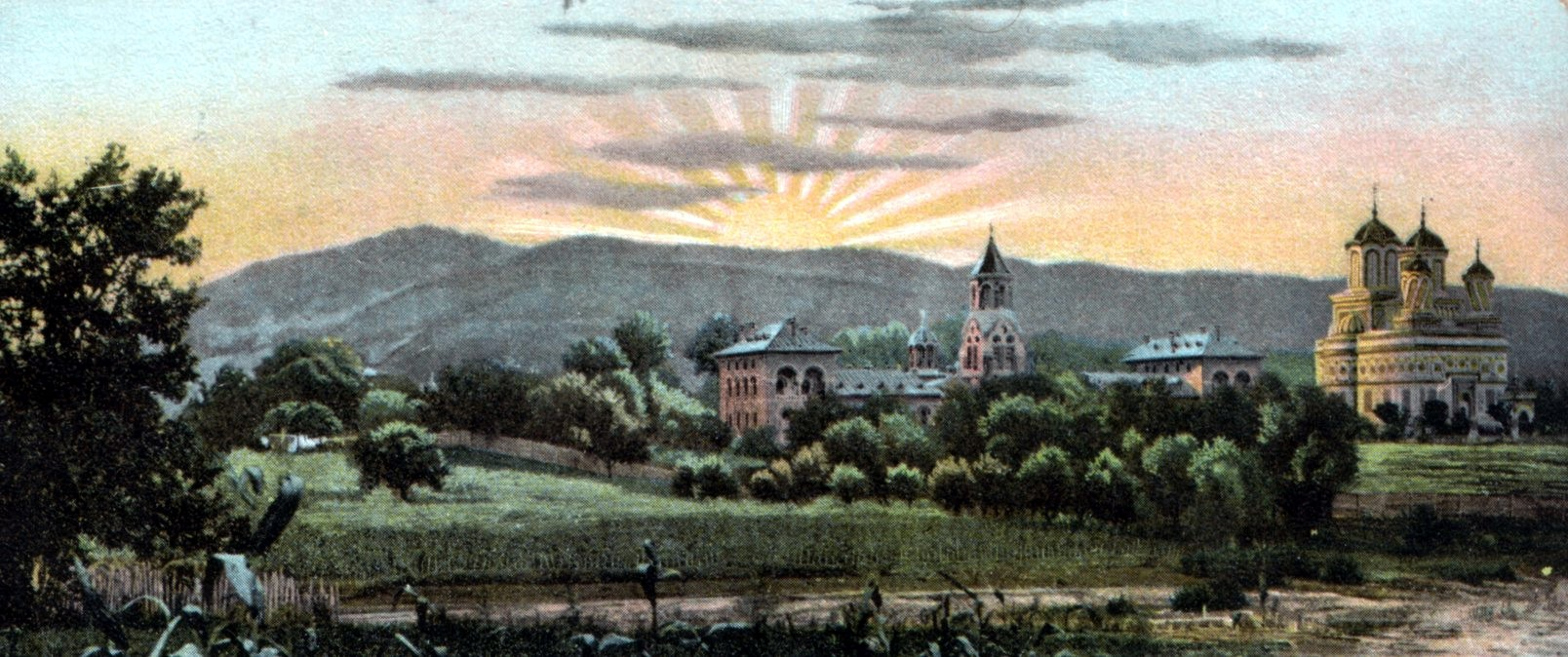
20世紀初頭に描かれたクルテア・デ・アルジェシュ修道院

クルテア・デ・アルジェシュには鉄器時代から集落が存在していたが、記録に現れるのは14世紀からである。言い伝えによると、13世紀初期に伝説上のワラキア公ラドゥ・ネグル公によってクンプルングの次のワラキア公国首都とされたという。そのために市名は宮廷を意味する。町の中心部には、13世紀に建造されたものだと言われるワラキア公の宮殿の廃墟が残る。14世紀の間、エステルゴム大司教の管轄内のカトリック教会司教座がアルジェシュを包囲していたが、後には正教会がアルジェシュを奪った。
市には数か所の中世の教会があり、18世紀まで主教座が置かれていた。1512年から1517年にかけてネアゴエ・バサラブによって建立されたクルテア・デ・アルジェシュ聖堂が有名であり、聖堂にはルーマニア王家の墓が置かれている。教会は外壁の彫刻と内部の壁画の美しさで知られている。マノレ親方が人柱になってクルテア・デ・アルジェシュ聖堂を建てたという伝説がこの地に伝わり、伝説を元にしたバラードが作られた。
その他の重要な教会は、バサラブ1世公が建てたドムネアスカ教会（王立教会）である。2003年から2004年にかけて修繕が完了した。教会は石造要塞に似て、近隣の丘に建つ防衛塔へは地下納骨堂を通じてつながっている。ワラキア公宮殿の複合遺跡は今も見られる。この宮殿は、作家アレクサンドル・オドベスクが「Doamna Chiajna」の作中でふれている。

## 人口
- 1900年:  4,210人
- 2000年: 32,628人